# 佳南萌
佳南 萌（かなん もえ、12月15日 - ）は、なかよしの漫画家。鹿児島県出身。A型。
2003年、『この愛ぎゅっと。』で、なかよし新人まんが賞準入選を受賞しデビュー。同期は坂下志麻、蒔田菜穂、水無月真、渡辺あすか。

## 作品リスト
- この愛ぎゅっと。
- 合コンへいっちゃった!（本誌別冊登場）

| スタブアイコン | サブスタブ | この項目は、まだ閲覧者の調べものの参照としては役立たない、漫画家・漫画原作者に関連した書きかけの項目です。この項目を加筆・訂正などしてくださる協力者を求めています（P:漫画/PJ:漫画家）。 |